# Mazda Carol
O Carol é um nome usado pela Mazda para a sua classe de keicars desde 1962. Também foi vendido como Autozam Carol, entre 1989 e 2000.

## Galeria

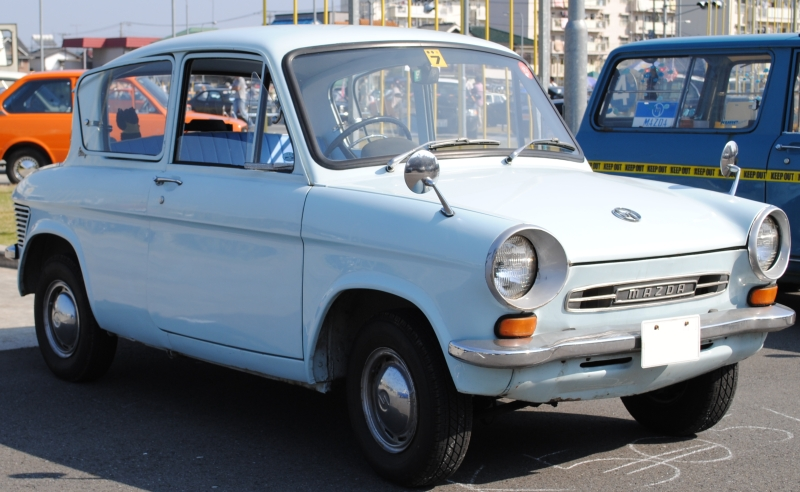
Mazda Carol 1ª geração (1962-1970)
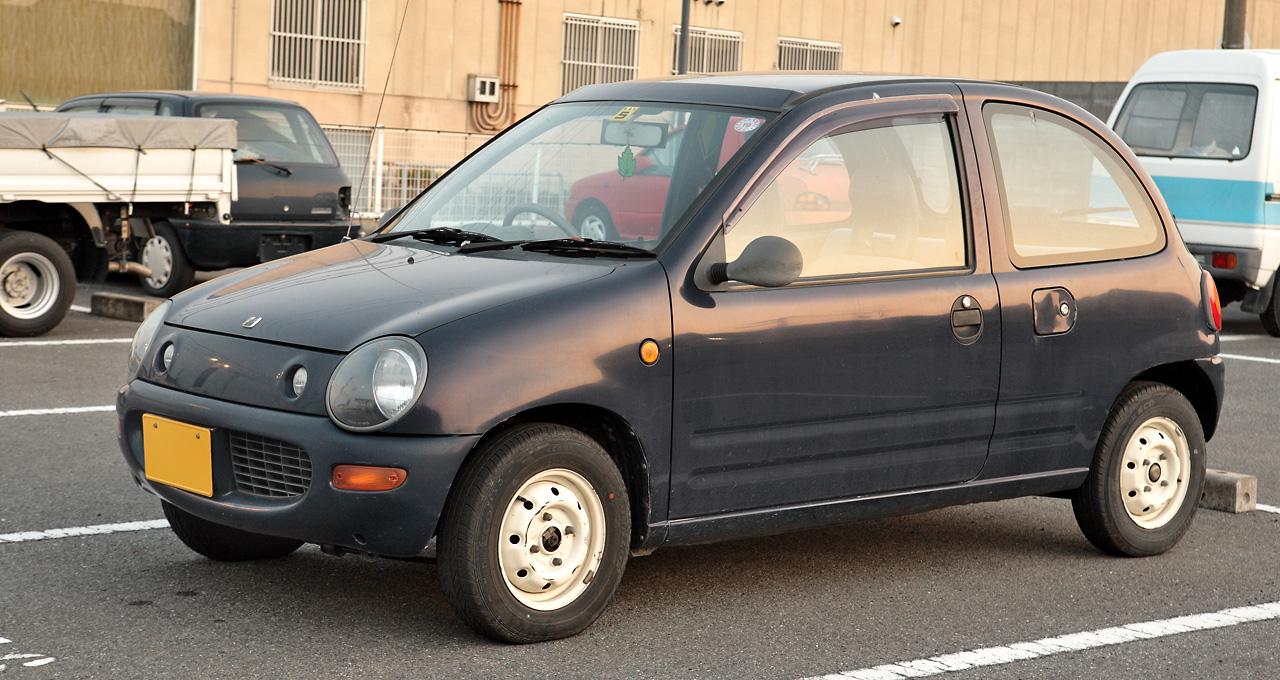
Autozam Carol Mk II (AA6XA) (1989-1994)
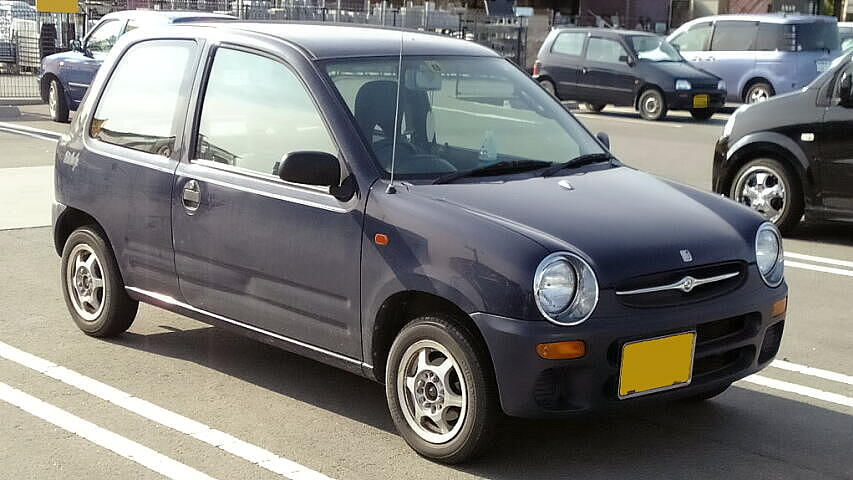
Autozam Carol Mk III. (1995-2000)
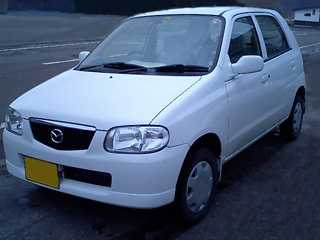
Mazda Carol Mk IV (2001-2003)
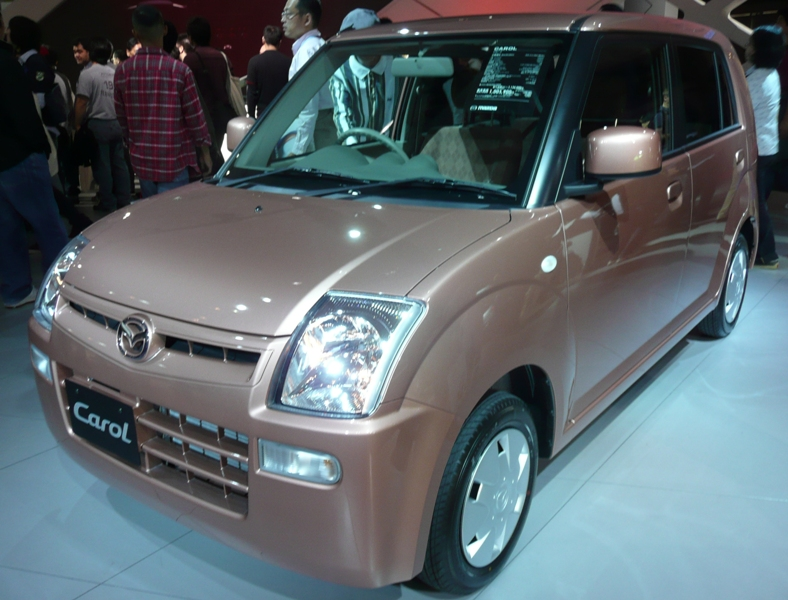
Mazda Carol Mk V (2004-2009)
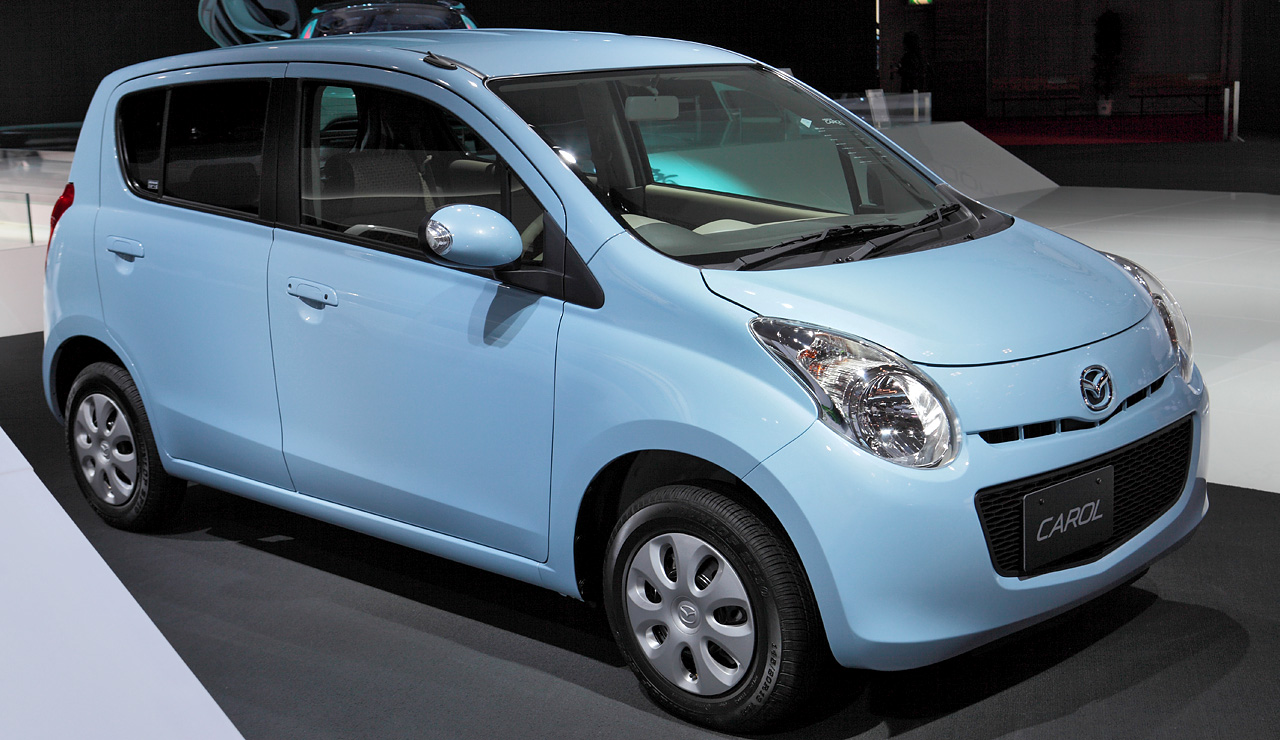
Mazda Carol Mk VI (2010-presente)